# جون إنجلش
جون إنجلش (بالإنجليزية: Jon English)‏ هو مغني وكاتب سيناريو وكاتب أغاني وكاتب وموسيقي وممثل أسترالي، ولد في 26 مارس 1949 في المملكة المتحدة، وتوفي في 9 مارس 2016 بنيوكاسل في أستراليا.

## أعمال

### مسلسلات
- الرياح العاتية

## وصلات خارجية
- جون إنجلش على موقع IMDb (الإنجليزية)
- جون إنجلش على موقع ميوزك برينز (الإنجليزية)
- جون إنجلش على موقع أول ميوزيك (الإنجليزية)
- جون إنجلش على موقع ديسكوغز (الإنجليزية)
- جون إنجلش على موقع قاعدة بيانات الفيلم (الإنجليزية)